# Штајнах (Тирингија)
Штајнах (њем. Steinach) град је у њемачкој савезној држави Тирингија. Једно је од 16 општинских средишта округа Зонеберг. Према процјени из 2010. у граду је живјело 4.414 становника. Посједује регионалну шифру (AGS) 16072019.

## Географски и демографски подаци
Штајнах се налази у савезној држави Тирингија у округу Зонеберг. Град се налази на надморској висини од 500 метара. Површина општине износи 26,4 km². У самом граду је, према процјени из 2010. године, живјело 4.414 становника. Просјечна густина становништва износи 168 становника/km².